# Морнико ал Серио
Морнѝко ал Сѐрио (на италиански: Mornico al Serio; на ломбардски: Murnìch, Мурник) е малкло градче и община в Северна Италия, провинция Бергамо, регион Ломбардия. Разположено е на 162 m надморска височина. Населението на общината е 2932 души (към 2017 г.).